# Júiči Marujama
Júiči Marujama (* 16. červen 1989) je japonský fotbalista.

## Klubová kariéra
Hrával za FC Tokyo, Shonan Bellmare.

## Reprezentační kariéra
Júiči Marujama odehrál za japonský národní tým v roce 2016 celkem 2 reprezentační utkání.

## Statistiky
| Japonsko | Japonsko | Japonsko |
| Roky     | Záp.     | Góly     |
| -------- | -------- | -------- |
| 2016     | 2        | 0        |
| Celkem   | 2        | 0        |